# Aéroport de Besançon-La Vèze
Pour les articles homonymes, voir Aéroport de Besançon.
L'aéroport de Besançon-La Vèze (code IATA : QBQ • code OACI : LFQM) est un aéroport français situé sur les communes de Saône, La Vèze et Morre, dans le département du Doubs, à 14 km au sud-est de Besançon.

## Géographie
L'aéroport de Besançon-La Vèze se situe à 14 km au sud-est de Besançon, dans le Doubs, en Franche-Comté, à proximité de la RN 57 qui relie Besançon, Pontarlier et Lausanne. Il se trouve sur les communes de Saône, La Vèze et Morre.

## Présentation
Le gestionnaire de l'aéroport (également propriétaire du terrain) est le syndicat mixte de l'aéroport de Besançon-La Vèze. L'aéroport comprend une piste de 1 400 m en bitume.
En 1994, la CCI du Doubs a investi 14 millions de francs (un peu plus de 2 millions d'euros) pour pouvoir accueillir des avions d'affaires sur l'aéroport.
L'aéroport de Besançon-La Vèze est depuis 2003 la base du Dragon 25 de la sécurité civile.
En 2011, des travaux de rénovation sont entrepris. Ces travaux garantiront le classement actuel de l'aéroport en catégorie 2B. Le revêtement de la piste (1 400 m × 23 m), des taxiways et du parking seront complètement revus. Une zone de sécurité a également été mise en place pour la piste 05 et en 2012, des travaux seront menés pour le déplacement de la RD 246. Le 29 octobre 2011, la nouvelle piste est opérationnelle.
En 2021, l'aéroport a dénombré :
- 15 200 mouvements
- 24 800 passagers transportés (vols locaux et voyages)
- 1 vol prélèvements d'organes (de jour ou nuit) tous les 13 jours
- 18 vols à titre professionnel par semaine
- 1 vol militaire par semaine
- 3801 vols d'avion à piston sur l'année
- 789 vols d'avion turbopropulseurs
- 36 vols d'avion réacteur
- 734 vols d’hélicoptère

Soit une hausse de 25,61 % du trafic par rapport à 2020.

## Infrastructure
- Une piste 05/23 de 1400 m x 23 m
- Balisage lumineux : BI - PAPI - feux à éclats
- 1 balise de radio guidage (fréquence 370 kHz) + 3 procédures RNP
- Une station météorologique liée à la tour
- Une station d'avitaillement jet A1 - AVGAS 100 LL
- Un service AFIS : fréquence 122.200 Mhz
- Un service SSLIA niveau 2
- Un groupe de démarrage GPU
- L'aérogare de 300 m²
- Une aire de stationnement pour aéronef de 3500 m²
- Parking de 60 places pour véhicules légers
- PCL activable sur PPR AFIS

## Syndicat mixte de l'aéroport de Besançon-La Vèze
Le syndicat mixte de l'aéroport de Besançon-La Vèze est financé et géré par le conseil départemental du Doubs, la région Bourgogne Franche-Comté et Grand Besançon Métropole. 	
L'aéroport de Besançon-La Vèze est fondé en 1967 par un groupement d'entrepreneurs locaux, notamment Jean Michel qui présidera la CCI du Doubs de nombreuses années.
L'aéroport héberge :
- Club aéronautique Comtois (aviation de loisirs)
- Aéro-club de Besançon-La Vèze (aviation de loisirs)
- École de parachutisme de Besançon Franche Comté

- Base hélicoptère de la Sécurité civile (Dragon 25)
- Domergue Aviation (école de pilotage et promenade aériennes)

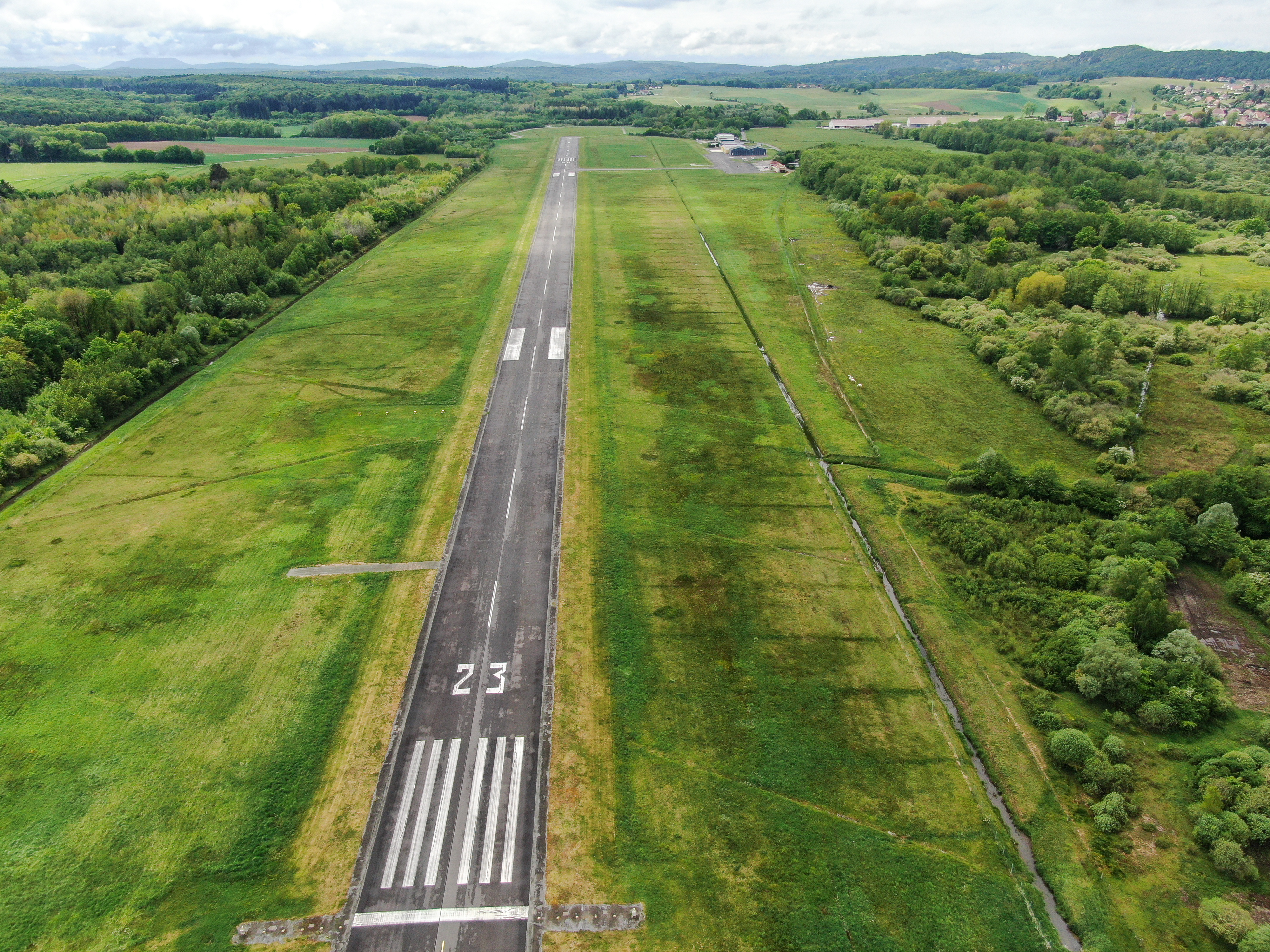
La piste de l'aéroport de Besançon-La Vèze vue depuis le seuil 23.

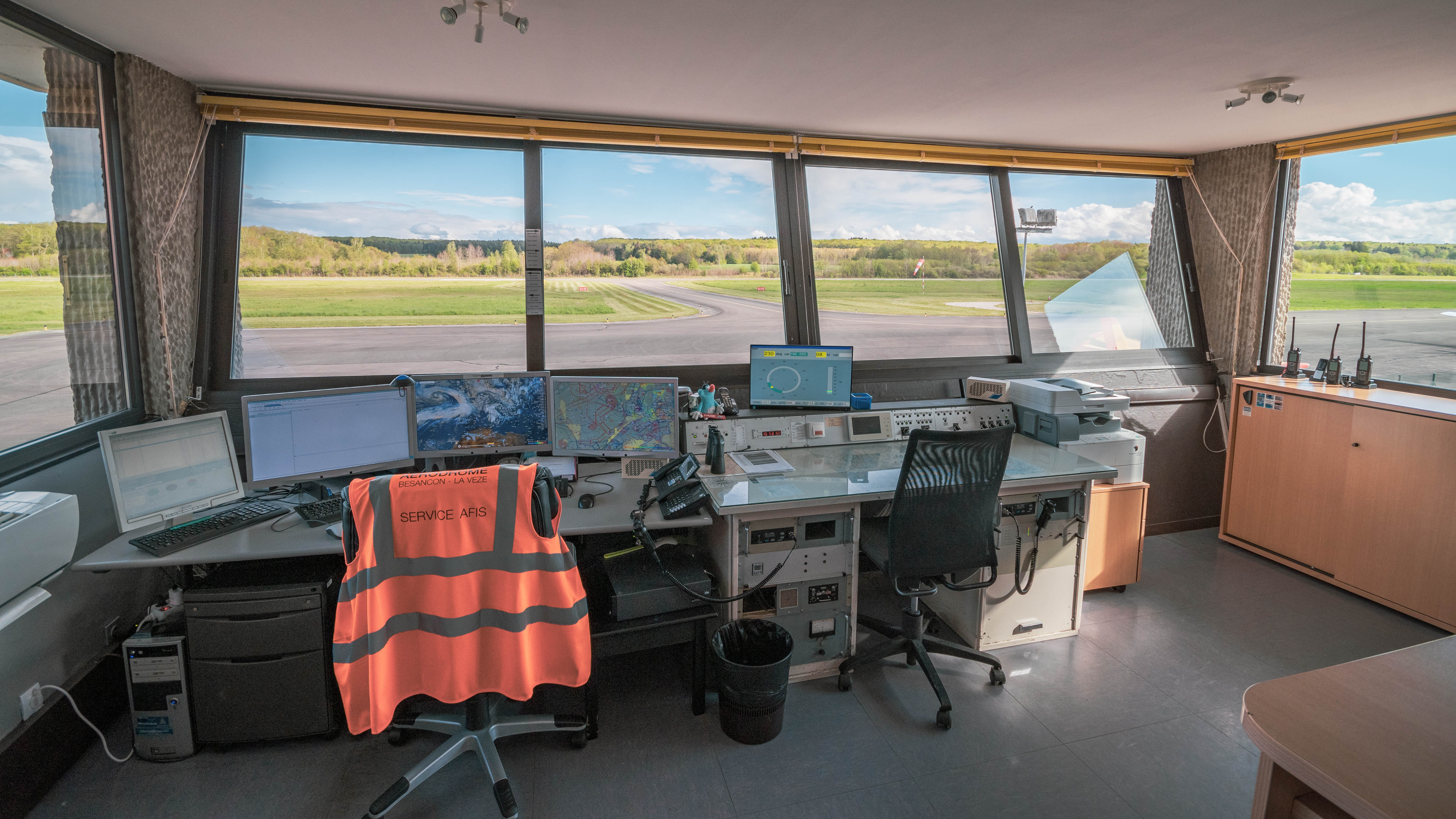

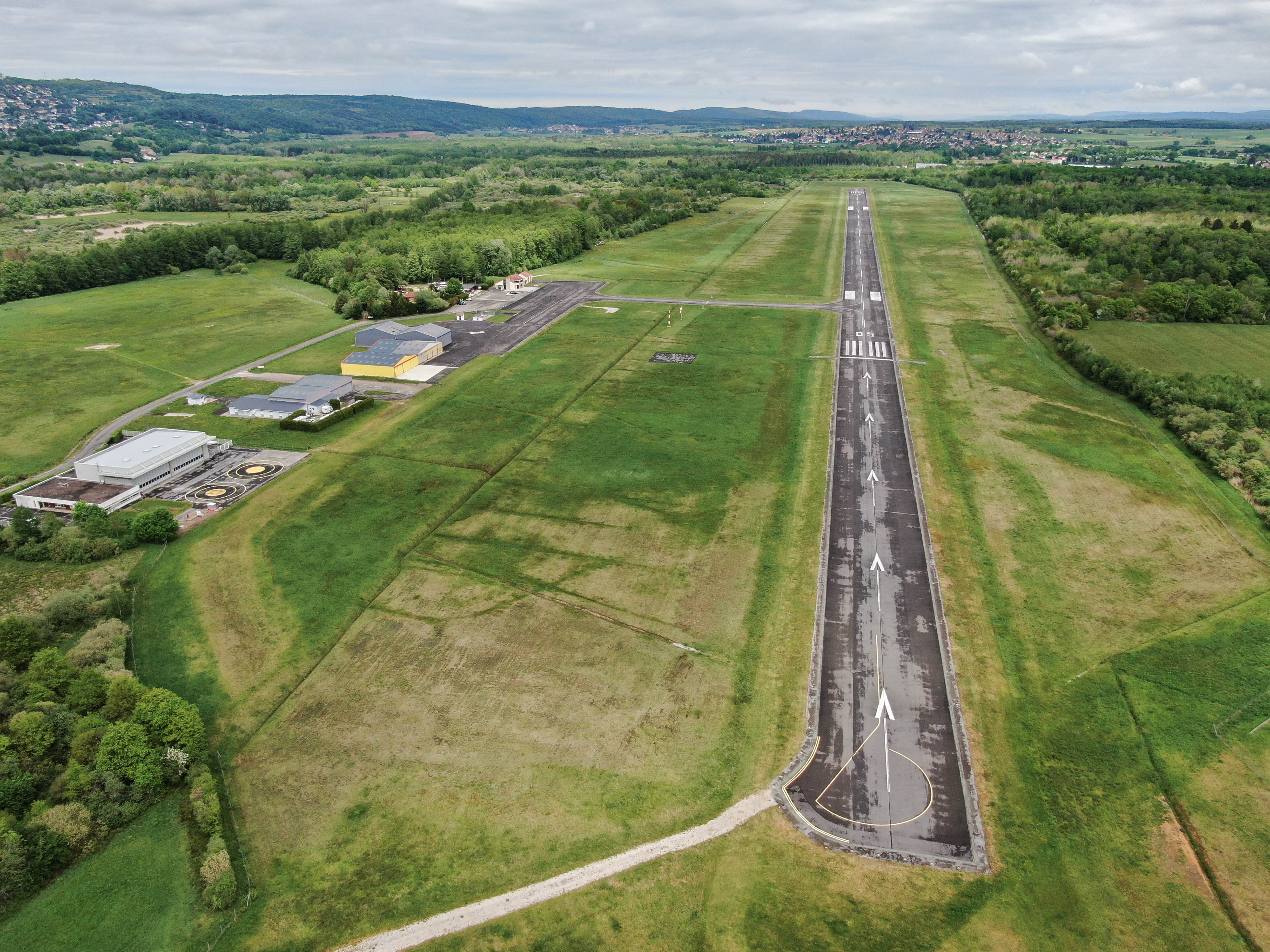
Piste vue du seuil 05 aéroport de Besançon-La Vèze.

## Accidents
- Le 29 mai 2022 un Rallye MS880B (immatriculé F-BUNQ[4]) est accidenté sur la commune de Saône, les deux passagers sont légèrement blessés[5].
- Le 28 septembre 2020 un Cirrus SR22 (immatriculé N918SE) s'écrase sur la commune de La Chevillotte (25) à environ 3Nm à l'est de l'aéroport, les trois passagers ne survivront pas au crash. Le rapport d'enquête du BEA[6]établira :
  - Une grande partie du vol IFR a été conduite au-dessus du FL 100, probablement pour voler au-dessus de la couche nuageuse.
  - Le pilote et les passagers n’ont pas utilisé d’oxygène de subsistance, le système de bord étant hors service. Il est probable que le pilote a fait usage d’un oxymètre de pouls au cours du vol dans le but d’évaluer son état d’hypoxie, le pilote ayant l’habitude de l’utiliser au cours des vols précédents.
  - À l’approche de l’aéroport de Besançon-La Vèze, le pilote a dû adapter la trajectoire de l’avion pour éviter différentes zones. Sur la trajectoire d’approche RNP, réalisée dans la couche nuageuse, la mise en descente finale a débuté trente secondes environ après le passage du point de descente finale. L’enquête n’a pas permis de déterminer si le pilote automatique (PA) était engagé ou non, à l’approche du point de descente finale. Le pilote a poursuivi l’approche et a cherché à rattraper le plan de descente par le haut, puis par le bas.
  - L’analyse des paramètres extraits des données radar lors de l’approche finale montre des écarts de trajectoire de part et d’autre du plan de descente nominal probablement liés à des actions importantes au manche de la part du pilote. La dernière manœuvre débutée par le pilote, toujours en l’absence de références visuelles extérieures, semble correspondre à une interruption de l’approche, pendant laquelle il a perdu le contrôle de l’avion.
  - Le déclenchement du parachute de sécurité à une hauteur insuffisante lors de la perte de contrôle n’a pas permis son déploiement complet avant la collision avec le sol.
- Le 7 juillet 2018, un Rallye MS880B (immatriculé F-GBCR[7]) s'écrase dans la cour d'une zone commerciale située en bout de piste 05. Les deux passagers de l'avion ne sont pas blessés. Le rapport du BEA[8] établira : 
  - La diminution de la puissance délivrée par le moteur en début de montée initiale a été causée par un défaut d’alimentation en carburant. Celui-ci est consécutif à la sélection, lors de la préparation du vol, d’un réservoir ne contenant pratiquement plus de carburant utilisable.
- Le 19 octobre 2006 à 22 h 40, un Beechcraft 90 (immatriculé F-GVPD) de la compagnie Flowair s'écrase quelques minutes après son décollage de l'aéroport de Besançon-La Vèze. Ce vol transportait Pierre-Olivier Denué et Benjamin Ramus (chirurgiens au CHU de Besançon) à Amiens pour prélever un foie pour une greffe hépatique[9]. Lors de ce crash, le pilote Barthélemy Maresma et le copilote Fabien Parot perdent également la vie. Le 26 octobre 2011, le juge d'instruction Julien Retailleau reçoit les familles des victimes, et selon ces dernières « Le juge nous a fait part de l’avancement de l’instruction, encore inachevée. On retient que le pilote n’avait pas à être aux commandes de l’appareil. C’est une étape importante, le juge s’est donné les moyens de faire la lumière ». Le rapport d'enquête du BEA[10] isole deux causes probables de l'accident :
  - Un manque de contrôle de l’avion par le pilote, soit par mauvais réglage du compensateur de profondeur soit parce que son attention aurait été focalisée à l’intérieur du cockpit par un événement quelconque, sans réaction du passager pilote assis en place droite. Ce scénario est cohérent avec son inexpérience relative sur le type d’avion.
  - Une décision inappropriée de recherche importante de vitesse après le décollage ou d’instruction improvisée, aucun des deux pilotes n’étant conscient des contraintes d’obstacles de l’aéroport.
- Le 29 septembre 1993 à 06h45, un Dassault Falcon 10 (immatriculé F-GJGB) exploité par Chaillotine Air Service à destination de Bordeaux Mérignac heurte un remblai de 2,40 m situé 30 m après l'extrémité de la piste. L'avion se disloque après le choc et prend feu immédiatement. Sur les 3 personnes présentes à bord, seul le passager parviendra à s'extraire de l'appareil par une brèche dans le fuselage. Le pilote âgé de 47 ans (13 050 heures de vol) et le copilote âgé de 33 ans (1 210 heures de vol) y perdront la vie. Le rapport d'enquête du BEA[11] conclura aux faits suivants :
  - L'équipage était titulaire des brevets et licences nécessaires à l'accomplissement du vol.
  - L'aéronef était certifié, équipé et entretenu conformément aux règlements en vigueur. Les chargement et centrage étaient à l'intérieur des limites autorisées.
  - Le roulage et le décollage ont été entrepris avec un cran de frein de secours/parc serré.
  - Les conditions réglementaires de visibilité n'étaient pas réalisées.
  - La piste n'était pas limitative pour un décollage dans des conditions normales.
  - La check list n'a pas été totalement appliquée.
  - Conclusion : L'accident serait selon le bureau d'enquête, dû à une décision tardive d'interrompre le décollage avec un cran de frein de parc serré.

## Autre aérodrome de Besançon
Aérodrome de Besançon - Thise à Thise, à 5 km au nord-est de Besançon, avec club d'aviation de loisirs, de planeurs, d'ULM et de modélisme aérien.